# Arthur Holly Compton
Arthur Holly Compton (Wooster, 10 de setembro de 1892 — Berkeley, 15 de março de 1962) foi um físico estadunidense. Foi laureado com o Nobel de Física de 1927, dividido com o físico escocês Charles Thomson Rees Wilson, pela descoberta do "efeito Compton" de diminuição de energia de um fóton de raio-X ou de raio gama, quando ele interage com a matéria. Participou da quinta Conferência de Solvay.

## Vida
foi um físico americano que ganhou o Prêmio Nobel de Física em 1927 por sua descoberta do efeito Compton em 1923, que demonstrou a natureza de partícula da radiação eletromagnética. Foi uma descoberta sensacional na época: a natureza ondulatória da luz havia sido bem demonstrada, mas a ideia de que a luz tinha propriedades tanto de onda quanto de partícula não foi facilmente aceita. Ele também é conhecido por sua liderança no Laboratório Metalúrgico da Universidade de Chicago durante o Projeto Manhattan, e atuou como chanceler da Universidade de Washington em St. Louis de 1945 a 1953.
Em 1919, Compton recebeu uma das duas primeiras bolsas do National Research Council que permitiam que os alunos estudassem no exterior. Ele escolheu ir para o Laboratório Cavendish da Universidade de Cambridge, na Inglaterra, onde estudou a dispersão e absorção de raios gama . Outras pesquisas ao longo dessas linhas levaram à descoberta do efeito Compton. Ele usou os raios X para investigar o ferromagnetismo, concluindo que era resultado do alinhamento dos spins do elétron, e estudou os raios cósmicos, descobrindo que eles eram compostos principalmente de partículas carregadas positivamente.

Durante a Segunda Guerra Mundial, Compton foi uma figura chave no Projeto Manhattan, que desenvolveu as primeiras armas nucleares. Seus relatórios foram importantes no lançamento do projeto. Em 1942, tornou-se chefe do Laboratório Metalúrgico, com a responsabilidade de produzir reatores nucleares para converter urânio em plutônio, encontrando formas de separar o plutônio do urânio e projetar uma bomba atômica. Compton supervisionou a criação do Chicago Pile-1 durante um experimento liderado por Enrico Fermi, o primeiro reator nuclear. O Laboratório Metalúrgico também foi responsável pelo projeto e operação do Reator de Grafite X-10 em Oak Ridge, Tennessee. O plutônio começou a ser produzido nos reatores Hanford Site em 1945.

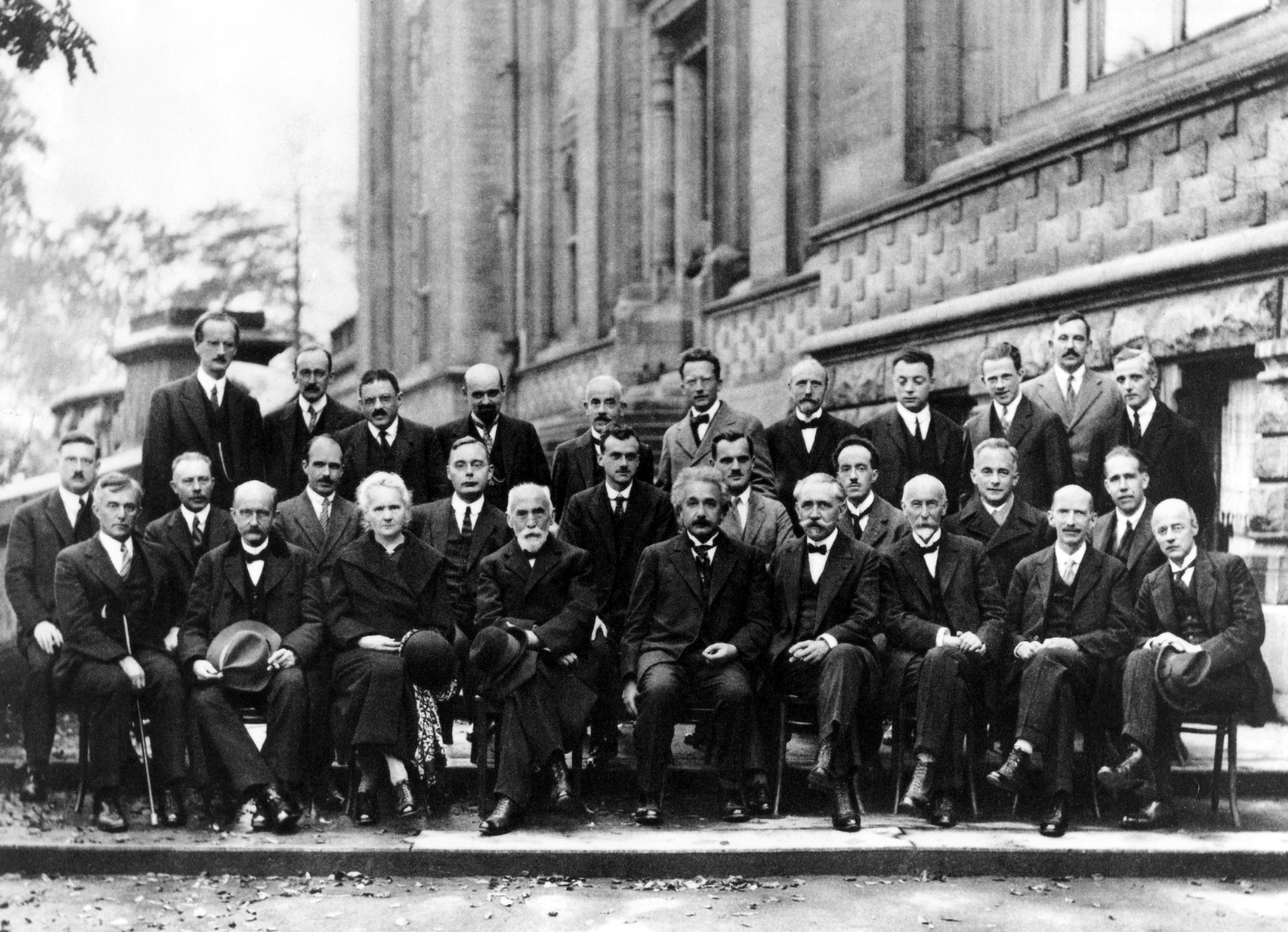
Quinta Conferência de Solvay, 1927

Após a guerra, Compton tornou-se chanceler da Universidade de Washington em St. Louis. Durante sua gestão, a universidade cancelou formalmente a segregação de suas divisões de graduação, nomeou sua primeira professora titular e matriculou um número recorde de alunos depois que os veteranos do tempo de guerra retornaram aos Estados Unidos.
Foi Rotariano associado ao Rotary Club de St Louis, Missouri, USA.

## Trabalhos
- Compton, Arthur (1926). X-Rays and Electrons: An Outline of Recent X-Ray Theory. New York: D. Van Nostrand Company, Inc. OCLC 1871779
- Compton, Arthur; with Allison, S. K. (1935). X-Rays in Theory and Experiment. New York: D. Van Nostrand Company, Inc. OCLC 853654
- Compton, Arthur (1935). The Freedom of Man. New Haven: Yale University Press. OCLC 5723621
- Compton, Arthur (1940). The Human Meaning of Science. Chapel Hill: University of North Carolina Press. OCLC 311688
- Compton, Arthur (1949). Man's Destiny in Eternity. Boston: Beacon Press. OCLC 4739240
- Compton, Arthur (1956). Atomic Quest. New York: Oxford University Press. OCLC 173307
- Compton, Arthur (1967).  Johnston, Marjorie, ed. The Cosmos of Arthur Holly Compton. New York: Alfred A. Knopf. OCLC 953130
- Compton, Arthur (1973).  Shankland, Robert S., ed. Scientific Papers of Arthur Holly Compton. Chicago: University of Chicago Press: [s.n.] ISBN 978-0-226-11430-9. OCLC 962635